# Tityus haetianus
Espèce
Tityus haetianus est une espèce de scorpions de la famille des Buthidae.

## Distribution
Cette espèce est endémique du département du Sud à Haïti. Elle se rencontre dans le massif de la Hotte dans le parc national de Macaya.

## Description
La femelle holotype mesure 66,85 mm et le mâle paratype 69,30 mm.

## Étymologie
Son nom d'espèce lui a été donné en référence au lieu de sa découverte, Haïti.

## Publication originale
- Teruel & Santos, 2018 : « Two New Tityus C. L. Koch, 1836 (Scorpiones: Buthidae) From Hispaniola, Greater Antilles. » Euscorpius, no 257, p. 1-16 (texte intégral).